# Lucas Niang
Lucas Niang (New York, 18 agosto 1998) è un giocatore di football americano statunitense che milita nel ruolo di offensive tackle per i Kansas City Chiefs della National Football League (NFL).

## Carriera

### Kansas City Chiefs
Niang fu scelto dai Kansas City Chiefs nel corso del terzo giro (96º assoluto) del Draft NFL 2020. Il 6 agosto 2020 annunciò che non avrebbe preso parte alla sua prima stagione per timori legati alla pandemia di COVID-19.
Niang fu nominato tackle destro titolare dei Chiefs per la stagione 2021. Disputò come partente sette gare su nove, saltandone due per un infortunio alla spalla,  prima di subire un problema alle costole nel nono turno che lo costrinse a saltare le successive quattro gare. Disputò la prima gara come tackle sinistro nella settimana 17 ma si infortunò a un tendine e fu inserito in lista infortunati il 7 gennaio 2022.
Il 23 agosto 2022 Niang fu inserito nella lista degli infortuni non legati al football. Tornò nel roster attivo tre mesi dopo e concluse la stagione regolare con 7 presenze, nessuna delle quali come titolare.

## Palmarès
- Super Bowl : 2

Kansas City Chiefs: LVII, LVIII
- American Football Conference Championship: 3

Kansas City Chiefs: 2020, 2022, 2023